# Stephan
Stephan statisztikai település az Amerikai Egyesült Államok Dél-Dakota államában, Hyde megyében. Lakosainak száma 68 fő (2020. április 1.).

## Népesség
A település népességének változása:

| 2020 | 68 |